# Apocalypshit
Apocalypshit é o segundo álbum de estúdio da banda Molotov, lançado em 14 de Setembro de 1999.
| Críticas profissionais                                                      | Críticas profissionais |
| Avaliações da crítica                                                       | Avaliações da crítica  |
| Fonte                                                                       | Avaliação              |
| --------------------------------------------------------------------------- | ---------------------- |
| allmusic                                                                    | [ 2 ]                  |
| Esta tabela precisa de ser acompanhada por texto em prosa. Consulte o guia. |                        |

## Faixas
1. "No Manches Mi Vida" - 3:30
2. "Karmara" - 3:44
3. "Polkas Palabras" - 3:23
4. "Step Off" - 3:23
5. "Apocalypshit" - 4:07
6. "Ñero" - 3:28
7. "Kuleka's Choice" - 4:16
8. "Rastaman-Dita" - 3:48
9. "Parásito" - 3:37
10. "Undertow" - 3:28
11. "Exorsimio" - 3:55
12. "Let It Roll" - 3:53
13. "El Mundo" - 7:10

## Desempenho nas paradas musicais
| Parada musical (1999)             | Posição |
| --------------------------------- | ------- |
| Estados Unidos - Top Latin Albums | 32      |